# RPG-7
L'RPG-7 (in russo РПГ-7, Ручной Противотанковый Гранатомёт?, Ruchnoy Protivotankoviy Granatomyot, "lanciagranate portatile anticarro") è un'arma portatile controcarro, individuale, ricaricabile, progettata e prodotta in Unione Sovietica e successivamente nella Federazione Russa, in grado di impiegare diversi tipi di granate non-guidate di tipo anticarro e antipersonale. Introdotta nell'Armata Rossa nel 1961, sostituì il precedente modello RPG-2 come arma controcarri leggera per la fanteria. È tuttora prodotto dalla ditta russa Bazalt e, su licenza, da molte altre industrie militari ed è impiegato da decine di Paesi e gruppi armati non governativi. Tecnicamente si tratta di un lanciarazzi. È l'arma della sua categoria di gran lunga più diffusa al mondo: secondo alcune fonti, il numero degli esemplari prodotti complessivamente in URSS, Russia e in altri Paesi si aggira intorno ai 9 milioni.

## Sviluppo
il prototipo apparve la prima volta nel 1958, presentato dall'Ufficio di Stato Degtyarev all'Armata Rossa che aveva richiesto un sostituto del lanciagranate anticarro individuale RPG-2, a sua volta basato su progetti tedeschi del tempo di guerra (Panzerfaust 150). Le autorità sovietiche avevano richiesto un'arma simile concettualmente al RPG-2, al quale i soldati erano già addestrati, con uguali caratteristiche di semplicità d'uso ed economia di fabbricazione, in grado di funzionare in ogni condizione, trasportabile ed utilizzabile da un solo operatore, con una granata capace di affrontare ogni tipo di carro armato in servizio nella NATO all'epoca, ma con una capacità secondaria di impiego antipersonale. 
I test furono completi nel 1960 e l'arma denominata RPG-7 fu distribuita alla fanteria sovietica a partire dal 1961, in ragione di un esemplare per ogni squadra di fanteria motorizzata, corazzata, di marina od aviotrasportata. Inizialmente utilizzava di una granata anticarro PG-7 del diametro di 85 mm ed una granata antipersonale OG-7 da 40 mm. Gli organi di mira consistevano di un'ottica PGO-7 e di un alzo metallico abbattibile, entrambi graduati fino a 500 m. Ogni RPG-7 era (e tuttora è) servito da un nucleo di 2 uomini: tiratore e portamunizioni, il quale trasporta 3 granate pronte all'uso in uno speciale zaino in tela.
Poco dopo iniziò ad essere distribuita alle forze armate di tutti i Paesi del Patto di Varsavia, i quali la produssero in proprio su licenza; a partire dagli anni '70, il RPG-7 apparve in Africa, Medio Oriente, Asia e Sudamerica, in ogni conflitto in cui l'URSS o i suoi Alleati avessero degli interessi, sia nelle mani di Forze Armate regolari sia in quelle di gruppi clandestini o di guerriglia. Una speciale versione scomponibile in due parti, RPG-7D (dove D sta per Desyant, cioè "commando") venne distribuita alle unità di paracadutisti e SpecNaz. Una nuova granata anticarro, la PG-7VS, apparve nel 1972: il diametro era ridotto a 73 mm ma la capacità di penetrazione e la gittata erano aumentate.
Nel 1977 apparve la versione migliorata RPG-7V, in grado di impiegare una nuova granata anticarro (PG-7L), dal diametro di 93 mm, e con una versione illuminabile e sensibile all'infrarosso dell'ottica, denominata PGO-7V. Inoltre, questa versione dell'arma venne distribuita anche con le ottiche notturne a infrarossi passive 1PN51 oppure (più raramente) 1PN58.

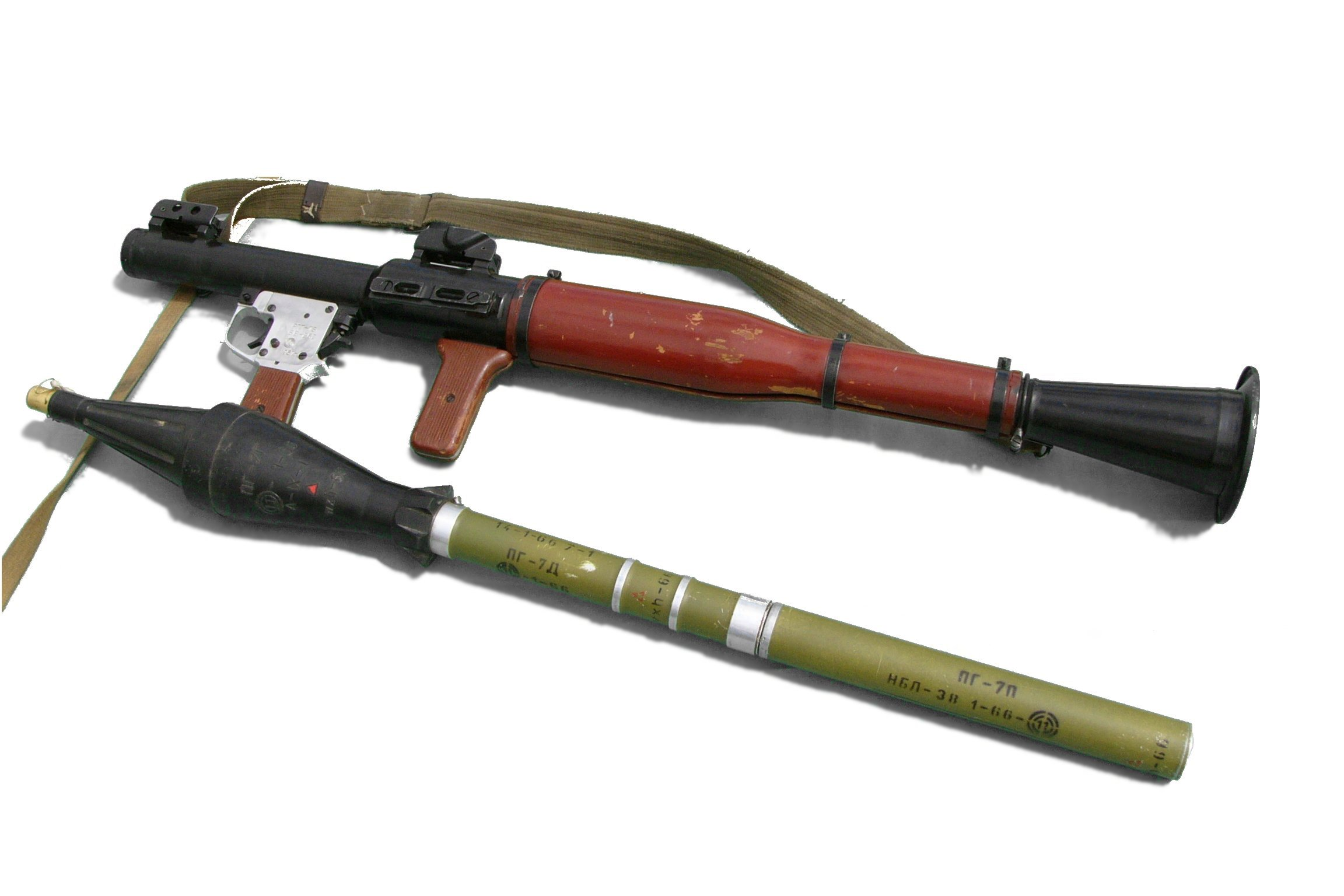
Un RPG-7V con una granata PG-7V pronta all'uso. Si nota, dopo l'anello di alluminio più largo, la carica di lancio PG-7P già avvitata sul codolo della granata.

La versione definitiva dell'arma, e quella tuttora prodotta, è la RPG-7VR / R, apparsa nel 1988, in grado di utilizzare speciali granate termobariche e con carica cava doppia (in tandem), affiancata dall'equivalente versione scomponibile RPG-7D3 per paracadutisti. Nel 2013 è apparsa una ulteriore granata anti-bunker (GSh-7T) e con ogni probabilità nuove munizioni continueranno ad essere sviluppate per quest'arma, diffusa ad un livello tale che certamente rimarrà presente ancora a lungo.

## Caratteristiche
Sebbene spesso descritto impropriamente come una sorta di cannone senza rinculo o lanciagranate, in realtà il RPG-7, a differenza del suo predecessore RPG-2, è un lanciarazzi poiché il proietto che spara ha una propria carica di lancio rendendolo, appunto, un razzo. Consiste in un tubo di acciaio del diametro di 40 mm, il quale presenta un rivestimento in legno (successivamente truciolato) nella parte posteriore, destinato ad essere poggiato sulla spalla del tiratore e dal proteggerlo dal surriscaldamento conseguente allo sparo; l'estremità posteriore è munita di un cono deflettore dei gas di sparo. Nella parte anteriore si trovano due impugnature a pistola, quella posteriore destinata a reggere l'arma con la mano sinistra mentre quella anteriore ospita il congegno di sparo e la sicura. Sulla parte superiore del tubo di lancio sono saldati l'alzo e il mirino metallico, abbattibili, da usare in caso non sia disponibile o funzionante l'ottica PGO-7V, che è montata su di un apposito attacco a slitta saldato sul lato sinistro, all'altezza dell'impugnatura posteriore. Completo dell'ottica, il tubo di lancio pesa 7 kg ed è munito di una cinghia di trasporto.

Sezione della granata controcarri PG-7V, completa. La carica di lancio avvitata sul codolo è indicata dal n. 17. il n. 12 indica la seconda carica propulsiva alloggiata nel codolo della granata. Le alette stabilizzatrici, ripiegate, sono indicate dal n. 15.

Per caricare e sparare l'arma, il tiratore anzitutto deve avvitare alla granata la relativa carica di lancio (PG-7P), una cartuccia di materiale plastico contenente anche le alette stabilizzatrici retrattili destinate a stabilizzare la granata durante il tragitto sul bersaglio. Quindi si rimuove la sicura dall'ogiva della granata e si introduce il tutto nella volata del tubo di lancio; a quel punto, il tiratore collima il bersaglio nel reticolo dell'ottica (o nei riferimenti dell'alzo metallico), arma il percussore sollevando l'apposita leva sul retro dell'impugnatura anteriore, toglie la sicura (un traversino passante posto dietro al grilletto) e preme il grilletto: il percussore, verticale, scatta verso l'alto colpendo la carica di lancio e facendola detonare. Il razzo è così espulso violentemente dall'arma e una seconda carica propulsiva, posta nel suo codolo, si accende non appena raggiunta la distanza di sicurezza dal tiratore e imprime la spinta necessaria per coprire tutta la gittata dell'ordigno (oltre 1000 m in teoria, benché la granata si autodistrugga dopo 920 m).
Sono disponibili due sistemi di mira, uno con un elaborato reticolo che serve per dare l'anticipo giusto al tiro in caso di veicolo in movimento o di vento laterale, ed un altro (ausiliario) che calcola solo l'alzo in base alla distanza (quello del tipo sull'M72 come unico sistema). Una volta uscito dal lanciatore, la granata raggiunge una velocità di quasi 300 metri al secondo, ruotando sul suo asse per stabilizzarsi, grazie alla forma delle alette. La cadenza massima di tiro è di quattro colpi al minuto.

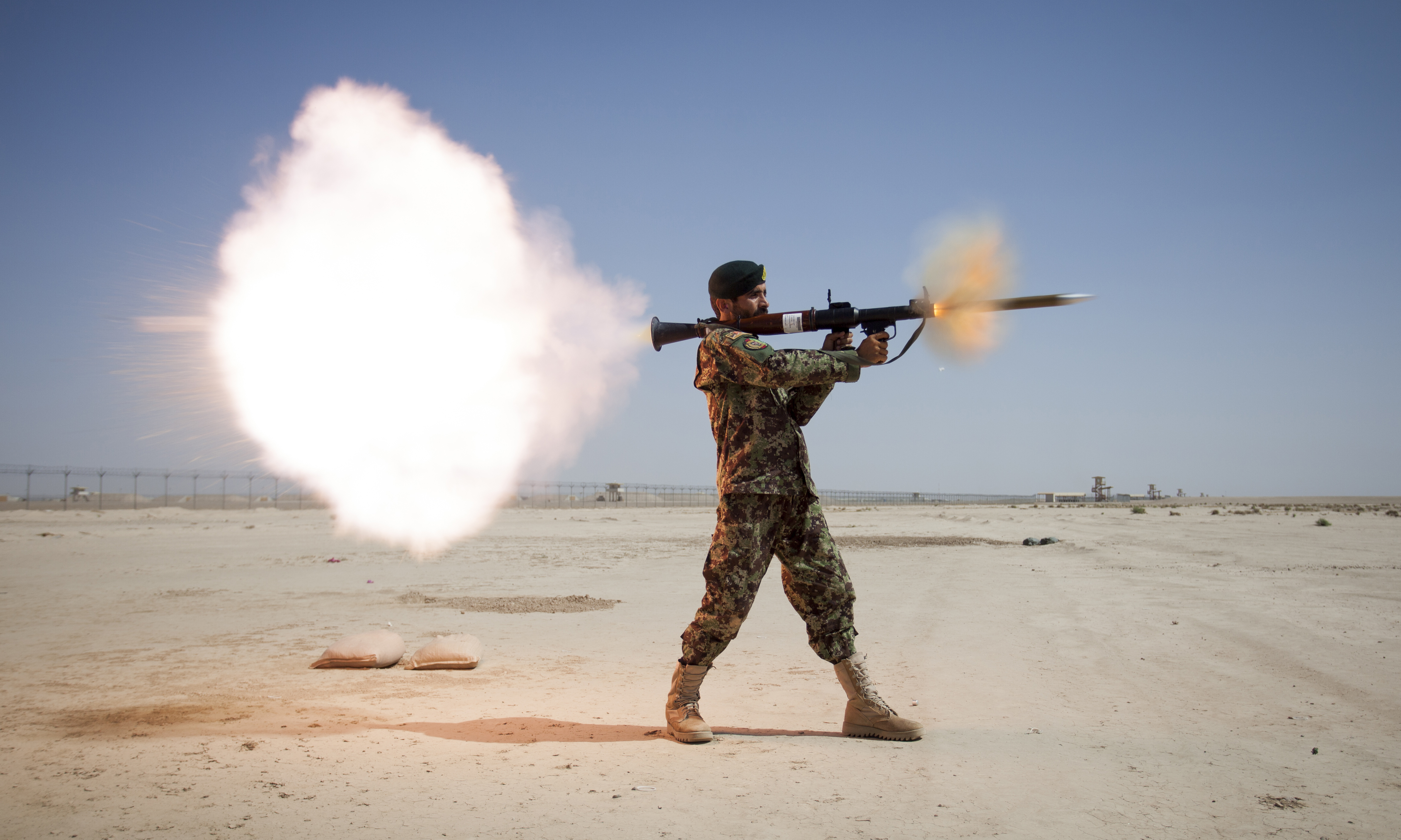
Un militare afgano fa fuoco con un RPG-7V, in dotazione all'Afghan National Army, nel poligono di Shorabak, 2003. La granata impiegata è la OG-7 antipersonale a frammentazione, che a differenza di quelle anticarro non ha una carica propulsiva interna.

La sua precisione è molto buona in caso di condizioni atmosferiche ideali, ma la traiettoria tende ad essere irregolare con forte vento laterale. Il razzo raggiunge il bersaglio e lo colpisce con una spoletta piezoelettrica ad impatto. Se il bersaglio è soffice o protetto da reti metalliche, spesso la testata non esplode, come in alcuni casi durante la guerra del Vietnam. La granata standard controcarri PG-7M (esistono infatti anche munizioni a frammentazione specificamente antiuomo, come l'OG-7V), può perforare in teoria 330 mm di acciaio, ma in pratica tale valore può scendere anche di un terzo se l'esplosione avviene non direttamente sul bersaglio ma a una certa distanza. Secondo studi TRADOC (Training and Doctrine Command) dell'US Army, la testata può perforare 150 mm a 60 cm di distanza dall'esplosione e 100 mm a 90 cm.
Quanto alla precisione, test condotti dall'esercito tedesco (Bundeswehr) negli anni '90 su esemplari di RPG-7 prelevati dagli arsenali della ex-Germania Orientale, hanno evidenziato come le probabilità di colpire il bersaglio a 100 m siano del 90%, mentre scendono già al 60% a 200 m: prestazioni più che accettabili per affrontare i mezzi corazzati degli anni '60, quando l'arma è stata progettata, ma insufficienti per quelli successivi. Occorre dire, però, che non vi sono dati NATO riguardo alle nuove granate PG-7M e PG-7S, che i sovietici dichiaravano essere più precise e potenti.
La gittata utile contro bersagli fermi è nominalmente di 500 metri, 400 contro mezzi in movimento, ma è buona pratica limitarsi a circa la metà di tale distanza. La gittata massima è di 920 metri, poiché a tale distanza una spoletta interviene facendo esplodere il razzo, tanto che spesso, contro aerei e soprattutto elicotteri, gli RPG sono stati usati per ruolo antiaereo, con lo scopo di danneggiare grazie alle schegge delle esplosioni i velivoli a circa 1 km di distanza (più vicino, invece, si cerca il centro diretto).
Il fatto che il RPG-7 impieghi una carica propulsiva suddivisa in due parti (una per espellere la granata e un'altra, interna all'ordigno, per imprimere la spinta balistica) consente di impiegare l'arma anche dall'interno di edifici, a patto di avere uno spazio libero di almeno 2 m alle spalle del tiratore. Detonazione e vampata di sparo sono piuttosto forti, rendendo elevata la probabilità di essere individuati usando l'arma di notte. Il rinculo è invece molto ridotto.

## Utilizzo

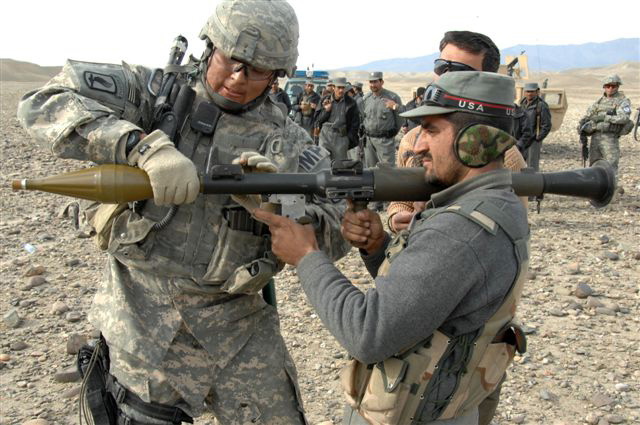
Soldato dell'Esercito nazionale afgano armato di RPG

L'RPG-7 è stato usato largamente dagli anni sessanta in poi, e molti paesi ne hanno prodotto copie su licenza. Dalla prima apparizione operativa in Viet Nam nel 1967, è apparso in praticamente ogni conflitto in ogni angolo del globo: massicciamente presente sul mercato clandestino delle armi, e stato utilizzato da innumerevoli movimenti di guerriglia e di terrorismo come l'IRA, OLP, ETA, Fronte Polisario, Tigri Tamil, FARC, Contras per citarne solo i più noti. Oltre 60 anni dopo la sua entrata in servizio, è tuttora una presenza fissa in ogni conflitto ad alta o bassa densità ed è dotazione standard di decine di eserciti in tutto il mondo.

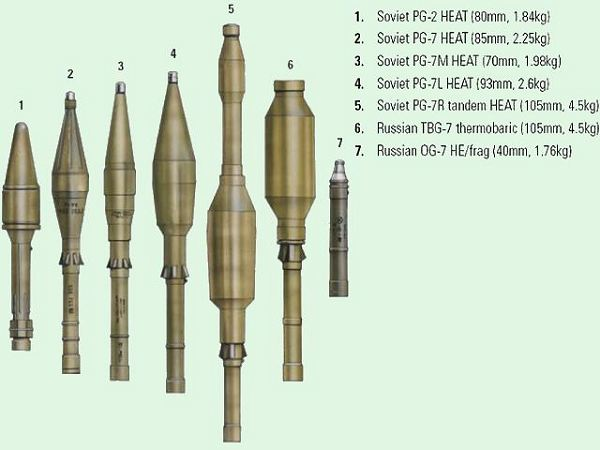
La gamma di munizioni impiegate dal RPG-7. La prima a sinistra è la PG-2, utilizzata dal precedente RPG-2.

Il suo successo è stato immediato: è un'arma economica, robusta, semplice da produrre e da utilizzare che non richiede lunghi addestramenti (fattore-chiave per la guerriglia), potente e affidabile, in grado non solo di affrontare certamente tutti i mezzi corazzati della sua epoca ma anche di avere una notevole flessibilità tattica, essendo molto efficace anche contro edifici o bunker, ruolo nel quale, data la ben maggiore protezione dei corazzati moderni, è più frequentemente impiegato. I movimenti di guerriglia o clandestini hanno apprezzato moltissimo la potenza di fuoco che l'RPG-7 conferisce anche a piccoli nuclei di combattenti clandestini, che possono agevolmente ingaggiare bersagli anche importanti (come mezzi corazzati o elicotteri) con tattiche "mordi-e-fuggi" tipiche della guerriglia, per le quali l'RPG-7 si adatta perfettamente. La capacità di essere impiegato dall'interno di edifici e di essere trasportato dovunque pronto all'uso da un uomo solo, inoltre, ne fa un'arma ideale per i combattimenti urbani, dove la sua gittata relativamente corta e l'assenza di sistemi di guida delle granate non costituiscono uno svantaggio; nel corso degli anni è stato infatti corredato di una vasta gamma di ottiche, anche notturne e a immagine termica, per sfruttarne le caratteristiche.
Rispetto alle armi controcarri coeve della NATO, l'RPG-7 è molto più utile, potendo impiegare diverse munizioni, e certamente è più pratico e semplice da usare, oltre che molto meno costoso. In mani addestrate e con le granate controcarri di nuova generazione, come la PG-7VR, quest'arma è tuttora una seria minaccia per i veicoli corazzati moderni, tranne quelli più pesanti e protetti; le granate termobariche gli conferiscono un'efficacia devastante contro personale allo scoperto. 
In azione, gli RPG hanno mostrato buone potenzialità, ma anche qualche limite. Sebbene questi lanciarazzi spesso colpissero il bersaglio, la detonazione non era sempre assicurata, causa difetti della spoletta e soprattutto la presenza di reti, sacchetti ecc. che ne inibivano il funzionamento, essendo essa piezoelettrica. Quando la perforazione avveniva, in veicoli come gli M113, il piccolo foro della carica cava trapassava spesso il veicolo senza fare molti danni, anche perché i soldati avevano l'abitudine di stare sopra il mezzo piuttosto che dentro.

## Munizionamento

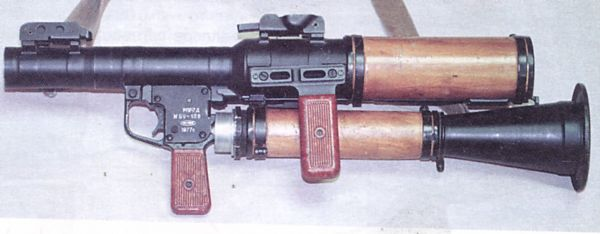
La versione scomponibile RPG-7D, destinata a reparti paracadutisti e di forze speciali.

Il munizionamento attualmente impiegato dall'RPG-7 comprende 4 granate correntemente usate (la designazione fra parentesi è quella ufficiale sovietica):
- PG-7VL (PG-7L) [c.1977] granata da 93 mm, peso 2,6 kg, a carica cava, per impiego controcarri. Gittata utile di 400 m.
- PG-7VR (PG-7R) [c.1988] granata da 64/105mm, peso 4,5 kg, a doppia carica cava per impiego controcarri. La gittata è ridotta a 200 m.
- TBG-7V Tanin (o anche TBG-7V) [c.1988] granata da 105 mm, peso 4,5 kg, con carica termobarica di 2200 gr per impiego antipersonale.
- OG-7V [c.1999] granata da 40 mm, peso 1,76 kg, ad alto esplosivo e frammentazione per impiego antipersonale. Non ha carica propulsiva interna.

Altre granate prodotte, anche se meno comunemente impiegate, includono:
- PG-7 [c.1961] granata controcarri a carica cava da 85 mm, con gittata di 300 m capace di penetrare una corazza da 260 mm.
- PG-7M [c.1969] granata controcarri a carica cava da 70 mm, con maggiore gittata e penetrazione corazza di 300 mm.
- PG-7S [c.1972] granata controcarri migliorata da 73 mm, con penetrazione corazza di 400 mm.Un RPG-7V di ultima produzione, dotato di bipiede per il tiro in appoggio, dove è ben visibile l'ottica PGO-7V con il caratteristico sistema di fissaggio a slitta e a leva. Sotto, una granata controcarri completa PG-7VR a doppia carica cava

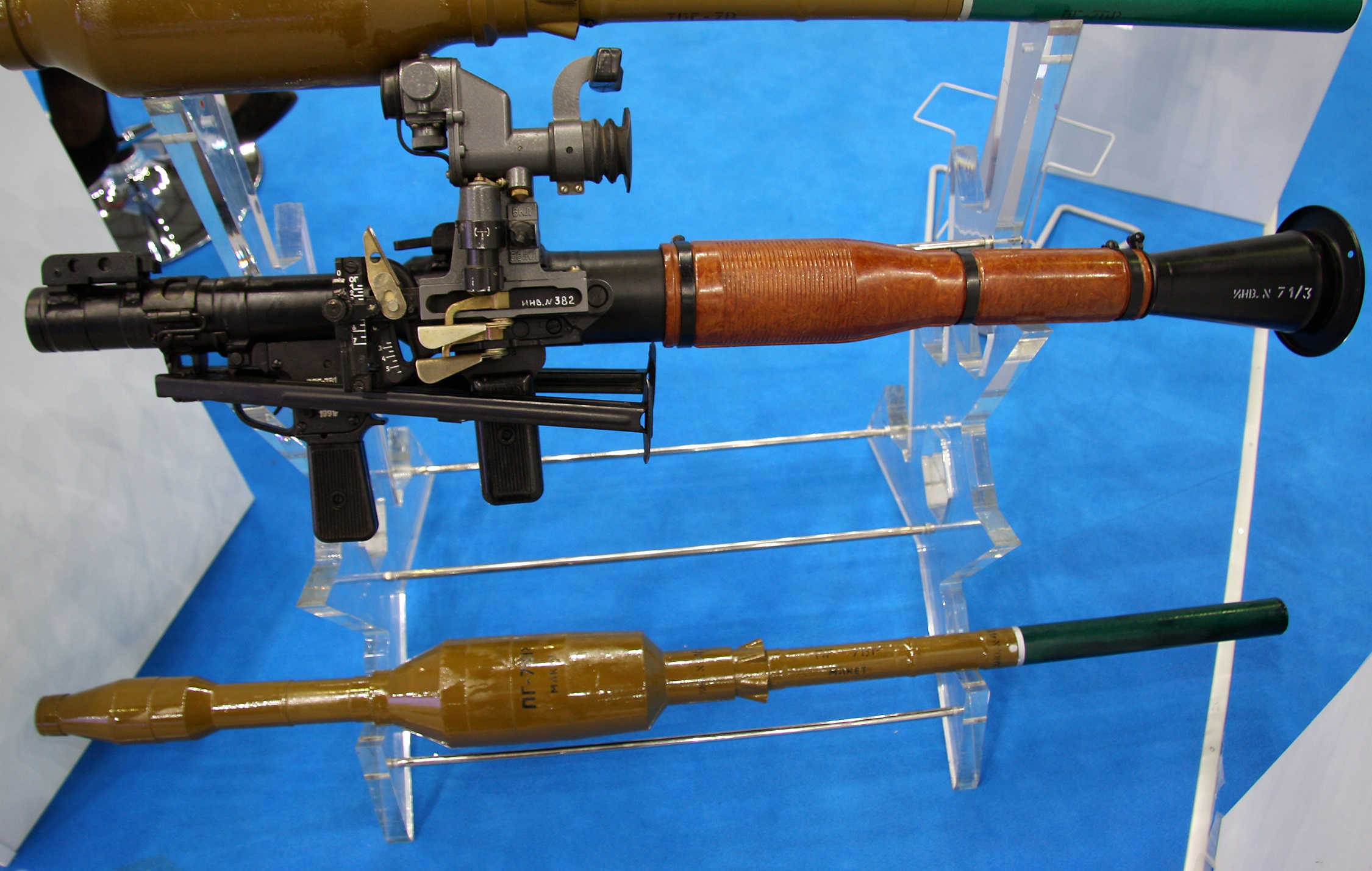
Un RPG-7V di ultima produzione, dotato di bipiede per il tiro in appoggio, dove è ben visibile l'ottica PGO-7V con il caratteristico sistema di fissaggio a slitta e a leva. Sotto, una granata controcarri completa PG-7VR a doppia carica cava

- PG-7S1 [c.mid-1970s] versione alleggerita della PG-7S con maggiore precisione ma penetrazione ridotta a 360 mm.
- GSh-7T [c.2013] granata anti-bunker con effetto dirompente e penetratore esplosivo autoformante.

L'aggiornamento dell'RPG è facile: le munizioni non hanno bisogno di altro che inserire il codolo nel tubo di lancio, le testate restano all'esterno e possono quindi essere adattate senza difficoltà. La munizione PG-7M è molto più lunga, pesante e potente, con circa 350-400mm di perforazione. La munizione OG-7V è caratterizzata dal particolare uso prevalentemente antiuomo (non utilizzata, quindi, in funzione anticarro contro corazzati o veicoli). La PG-7VR è l'ultima e più potente delle munizioni giunte nella quarantennale storia di questo lanciatore: ha una testata a carica cava in tandem, con un calibro di ben 105 mm per la maggiore e una più piccola. In tutto, esso perfora circa 650 mm.
La differenza è notevole: l'RPG-7 base ha difficoltà a perforare i fianchi di carri armati dotati di pannellature laterali, sopra i cingoli, che danno una distanza dallo scafo di 70-80cm, e quindi riducono molto la possibilità della carica cava di perforare i 5-8cm di acciaio laterali.
La conseguenza è che il razzo non ha che poca forza distruttiva per danneggiare gli interni dello scafo, e se l'angolo d'impatto supera i 15 gradi sulla perpendicolare della fiancata, allora sarà molto difficile superare la corazza, per non parlare della presenza dei cingoli e dei rulli guidacingoli. Contro la torretta, l'eventuale presenza di cassetti porta dotazioni sui lati della torre, combinata con lo spessore della stessa, ha anche in questo caso molte possibilità di bloccare l'RPG-7. Paradossalmente, la corazza frontale, pur essendo più inclinata e spessa, ma non spaziata, potrebbe essere più vulnerabile, ma con l'avvento delle corazzature composite anche questo finisce per diventare pressoché impossibile. Durante le operazioni militari Enduring Freedom e Iraqi Freedom, su tutti i mezzi corazzati della NATO erano comunemente montate reti metalliche dimostratesi efficaci contro le testate a carica cava degli RPG-7.
Con la PG-7VR, se non con la PG-7M e V, la possibilità di perforare la corazza laterale dei carri armati, anche dei più moderni, è assicurata fino ad almeno 40 gradi di angolo d'impatto, mentre i carri senza corazza reattiva o protezioni composite devono temere tale ordigno anche frontalmente. Si tratta dell'evoluzione di un'arma che deve stare al passo con i tempi, e i carri hanno avuto molti miglioramenti della protezione. Tuttavia questa munizione sembra ancora relativamente poco diffusa.

## Tipo 69 e Tipo 69 A1
Il Tipo 69 e il derivato Tipo 69 A1 sono copie della prima versione dell'RPG-7 russo prodotte in Cina.
La versione cinese fu quella preferita dagli Afghani durante l'invasione sovietica dell'Afghanistan, in quanto più leggera e soprattutto con una maniglia di trasporto a metà del tubo lanciarazzi, che consentiva un trasporto molto agevole anche senza la tracolla.